# Hidden details
Hidden details is een studioalbum van Soft Machine.

## Inleiding
De Soft Machine die Hidden details uitgaf is qua bandnaam en muziek een voortzetting van de Soft Machine die rondom 1980 de albums Bundles, Softs en Land of Cockayne uitbracht. Qua personele bezetting sluit ze aan op de band Soft Machine Legacy, die liet Legacy rondom 2015 uit de naam verwijderen. Het album werd opgenomen in december 2017 in de Temple Music Studio in Surrey onder de begeleiding van Jon Hiseman.
De muziek wordt ondersteund door het ritmetandem van de oude Soft Machine Babbington en Marshall.
De cd-uitgave werd gevolgd door de uitgave van een dubbelelpee door Toneflat met zeven extra track, ook te bestellen via Bandcamp. 

## Musici
- John Etheridge – alektrische en akoestische gitaren
- Theo Travis – sopraansaxofoon, tenorsaxofoon, dwarsfluit, elektrische piano Fender Rhodes
- Roy Babbington – basgitaar
- John Marshall – drumstel, percussie

Met
- Nick Utteride – wind chimes

## Muziek
| Nr. | Titel                                                        | Duur |
| --- | ------------------------------------------------------------ | ---- |
| 1.  | Hidden details (Travis)                                      | 7:36 |
| 2.  | The man who waved at trains (Ratledge)                       | 5:00 |
| 3.  | Ground lift (Travis, Babbington)                             | 5:21 |
| 4.  | Heart off guard (Etheridge)                                  | 2:29 |
| 5.  | Broken hill (Etheridge)                                      | 3:49 |
| 6.  | Flight of the jett (Etheridge, Travis, Marshall, Babbington) | 2:12 |
| 7.  | One glove (Etheridge)                                        | 4:30 |
| 8.  | Out bloody intro (Travis, Etheridge)                         | 2:41 |
| 9.  | Out bloody rageous (part 1) (Ratledge)                       | 4:56 |
| 10. | Drifting white (Etheridge)                                   | 1:47 |
| 11. | Life on bridges (Travis)                                     | 8:05 |
| 12. | Fourteen hour dream (Travis)                                 | 6:24 |
| 13. | Breathe (Travis, Marshall)                                   | 5:12 |

Mike Ratledge was in de jaren 70 lid van Soft Machine. Zijn The man who waved schreef hij voor Bundles (1975); Out bloody rageous voor Third (1970).
In de nasleep van de opnamen overleed Jon Hiseman, maar toen was het hele pakket al naar de drukkerij, perserij. De vinylversie kwam een fractie later, maar daar kon nog gemeld worden dat het album opgedragen werd aan Jon Hiseman.